# La Bohème

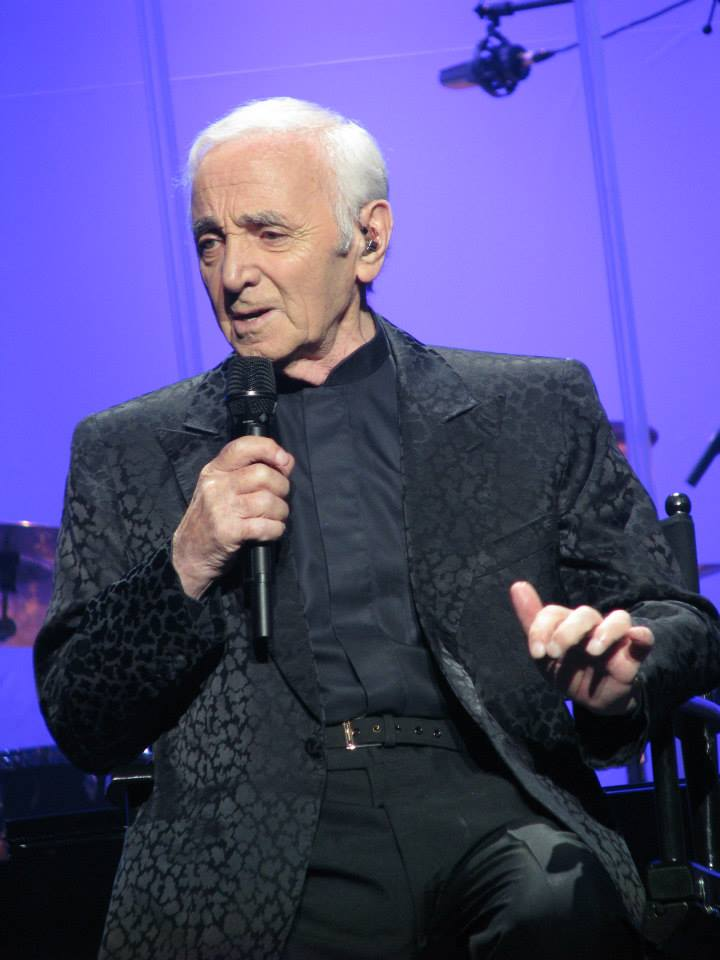
Шарль Азнавур. 2014 год

«La Bohème» («Богема») — песня Шарля Азнавура на слова Жака Планта. Азнавур сам записал и выпустил её в 1965 году.

## Сюжет
Песня рассказывает историю художника, с ностальгией вспоминающего молодость, проведённую на Монмартре.

## История
Изначально песня должна была исполняться Жоржем Гетари́ в оперетте  «Месье Карнавал» (фр. Monsieur Carnaval). Но ещё до генеральной репетиции песню записал сам Азнавур, из-за чего между этими двумя артистами и их лейблами, «Барклаем» и «Пате-Маркони», разразился прилюдный скандал. В итоге диски обоих исполнителей имели коммерческий успех, так что при посредничестве Фредерика Дара все примирились.
Продажи песни во Франции превысили 200 тысяч экземпляров.
В конце 2000-х Азнавур записал эту песню в дуэте с Джошем Гробаном для альбома Duos. Они исполняют две версии, французскую и английскую.
Впоследствии эта песня звучала в исполнении многих певцов и даже певиц в переводе на разные языки.
В Советском Союзе в конце 60-х и в 70-е годы XX века «Богема» была также очень популярна в исполнении Эмиля Горовца в переводе Онегина Гаджикасимова (в том числе под названием «Я был счастлив с тобой»).